# 吉村芳生
吉村 芳生（よしむら よしお、1950年7月24日 - 2013年12月6日）は、日本の画家。山口県防府市出身。写真や新聞を細密に描いた鉛筆画などで知られる。

## 学歴
- 1971年 山口芸術短期大学を卒業
- 1979年 創形美術学校を卒業

## 受賞歴
- 1978年 - シェル美術賞展にて佳作（東京セントラル美術館　他）
- 1979年 - イギリス国際版画ビエンナーレにてアーガス賞（ブラッドフォード美術館）
- 1982年 - マイアミ国際版画ビエンナーレにてメリット賞（メトロポリタン美術館（フロリダ州））
- 1984年 - 第３回小林和作賞(山口県)
- 2000年 - 雪舟グランプリますだ美術大賞展にて特別優秀賞
- 2007年 - 山口県展(山口県立美術館)にて大賞

## 作品収蔵
- 山口県立美術館
- 東京都現代美術館
- 東広島市美術館
- 山口県庁
- 益田市
- ベルギー文化省
- 東京ステーションギャラリー

## 展覧会

### 回顧展
- 東京ステーションギャラリー『吉村芳生 超絶技巧を超えて』2018年11月23日－2019年1月20日[1]